# Церковь Иоанна Богослова на Кадкиной горе
Церковь Иоанна Богослова на Кадкиной горе — недействующий православный храм в историческом центре Костромы.

## История
Церковь Иоанна Богослова на Кадкиной горе была построена в 1686 году на месте прежнего деревянного храма. До второй половины XIX века она имела вид одноглавого храма, с позакомарным покрытием и шатровой колокольней. В 1874 году началась перестройка здания, в ходе которой храм сильно изменился. От прежнего храма сохранились лишь основные стены. Храм приобрёл черты классического стиля. Фасады храма украсили плоские пилястры и большие арочные проёмы. Вокруг храма сохранилась металлическая ограда. Храм был закрыт в 1946 году, и в нём был устроен планетарий.

## Планетарий
18 февраля 1951 года здесь открылся городской планетарий «Звёздный дом», действующий и по настоящее время. В «Звездном доме» экскурсанты не только могут увидеть звездное небо и услышать рассказ о нём, но и познакомиться со множеством различных экспонатов, связанных с космосом.